# Tamayo Perry
Tamayo Perry (Oahu, Hawai, 15 de abril de 1975–Oahu, Hawai, 23 de junio de 2024) fue un surfista, socorrista, y actor profesional estadounidense.Fue un elemento habitual del Banzai Pipeline de Oahu, uno de los arrecifes de olas más notables del mundo, y estaba considerado como uno de los especialistas en tuberías más destacados de todos los tiempos. Falleció en el primer ataque fatal de tiburón en Oahu en más de veinte años.